# Regeringen Bjarni Benediktsson II
Regeringen Bjarni Benediktsson II var Islands regering mellan 9 april 2024 och 21 december 2024. Det var ursprungligen en koalitionsregering bestående av tre partier:Självständighetspartiet, Vänsterpartiet – de gröna och Framstegspartiet. Bjarni Benediktsson är statsminister och regeringschef. Ministären består av tolv personer. Från början var fem från Självständighetspartiet, Framstegspartiet innehar fyra ministerposter, medan Vänsterpartiet – de gröna har tre stycken.

## Formation
Katrin Jakobsdottir avgick i april 2024 för att ställa upp i Presidentvalet 2024. Samtliga tre partierna som ingick i hennes regering, fortsatte dock samarbeta, men nu under ledning av Självständighetspartiets ledare Bjarni Benediktsson. Regeringen hade majoritet i Alltinget, med stöd av 38 av 63 ledamöter. Efter Vänsterpartiet - de grönas uttåg förlorade regeringen sin majoritet.

## Avgång
Den 13 oktober 2024 avviserade Bjarni Benediktsson att han ämnade att lämna in sin avskedssansökan till presidenten och be om att hon upplöser parlamentet nästkommande dag. Benediktsson ville utlysa ett nytt val att ske 30 november 2024. Benediktsson menade att växande splittringar inom regeringen och olika politiska uppfattningar gällande bland annat asyl- och energipolitik ledde till att ansåg att regeringssamarbetet inte kunde fortsätta..
Presidenten godkände senare statsministerns begäran om att upplösa Alltinget. Regeringen fortsätter som en övergångsregering tills att en ny regering kan tillträda efter nyvalet. Den 17 oktober 2024 lämnade Vänsterpartiet-de grönas ministrar regeringen. Statsministern tog själv över ministerposterna social- och arbetsmarknadsminister och livsmedels-, fiskeri- samt jordbruksminister i sin egen portfölj. Finansministern, ledare för koalitionens näst största parti, övertog frågorna som tidigare tillhörde infrastrukturminister.
I Alltingsvalet 2024 backade regeringspartierna kraftigt och efterträddes av den socialdemokratiskt ledda Regeringen Frostadóttir.

## Ministären
* Statsminister eller departementschef
| Titel                                                   | Namn | Namn                           | Tillträdde      | Avgick           | Parti                 |
| ------------------------------------------------------- | ---- | ------------------------------ | --------------- | ---------------- | --------------------- |
| Statsminister                                           |      | Bjarni Benediktsson            | 9 april 2024    | 21 december 2024 | Sjálfstæðisflokkurinn |
| Finansminister                                          |      | Sigurður Ingi Jóhannsson       | 9 april 2024    | 21 december 2024 | Framsóknarflokkurinn  |
| Social- och arbetsmarknadsminister                      |      | Guðmundur Ingi Guðbrandsson    | 9 april 2024    | 17 oktober 2024  | Vinstrihreyfingin     |
| Social- och arbetsmarknadsminister                      |      | Bjarni Benediktsson (tf.)      | 17 oktober 2024 | 21 december 2024 | Sjálfstæðisflokkurinn |
| Infrastrukturminister                                   |      | Svandís Svavarsdóttir          | 9 april 2024    | 17 oktober 2024  | Vinstrihreyfingin     |
| Infrastrukturminister                                   |      | Sigurður Ingi Jóhannsson (tf.) | 17 oktober 2024 | 21 december 2024 | Framsóknarflokkurinn  |
| Miljö-, energi- och klimatminister                      |      | Guðlaugur Þór Þórðarson        | 9 april 2024    | 21 december 2024 | Sjálfstæðisflokkurinn |
| Utrikesminister                                         |      | Þórdís Kolbrún R. Gylfadóttir  | 9 april 2024    | 21 december 2024 | Sjálfstæðisflokkurinn |
| Kultur- och näringsminister                             |      | Lilja Dögg Alfreðsdóttir       | 9 april 2024    | 21 december 2024 | Framsóknarflokkurinn  |
| Utbildnings- och barnminister                           |      | Ásmundur Einar Daðason         | 9 april 2024    | 21 december 2024 | Framsóknarflokkurinn  |
| Minister för högre utbildning, forskning och innovation |      | Áslaug Arna Sigurbjörnsdóttir  | 9 april 2024    | 21 december 2024 | Sjálfstæðisflokkurinn |
| Hälsominister                                           |      | Willum Þór Þórsson             | 9 april 2024    | 21 december 2024 | Framsóknarflokkurinn  |
| Justitieminister                                        |      | Guðrún Hafsteinsdóttir         | 9 april 2024    | 21 december 2024 | Sjálfstæðisflokkurinn |
| Minister för livsmedel, fiskeri- och jordbruksminister  |      | Bjarkey Gunnarsdóttir          | 9 april 2024    | 17 oktober 2024  | Vinstrihreyfingin     |
| Minister för livsmedel, fiskeri- och jordbruksminister  |      | Bjarni Benediktsson (tf.)      | 17 oktober 2024 | 21 december 2024 | Sjálfstæðisflokkurinn |